# Chypre aux Jeux olympiques
Chypre participe aux Jeux olympiques pour la première fois en 1980 et a présenté des délégations à toutes les éditions (été et hiver) depuis.
Le Comité national olympique de Chypre a été créé en 1974 et a été reconnu par le Comité international olympique (CIO) en 1978.
Sur neuf participations aux Jeux olympiques d'été, huit fois des régatiers ont représenté l'île. Ainsi Pávlos Kontídis est l'héritier d'une longue tradition. Il obtient la médaille d'argent en voile laser en 2012 puis en 2024, et devient le premier et unique médaillé olympique chypriote.

## Bilan général

### Par année
| Année | Médaille d'or, Jeux olympiques | Médaille d'argent, Jeux olympiques | Médaille de bronze, Jeux olympiques | Total | Rang |
| 1980  | 0                              | 0                                  | 0                                   | 0     | -    |
| 1984  | 0                              | 0                                  | 0                                   | 0     | -    |
| 1988  | 0                              | 0                                  | 0                                   | 0     | -    |
| 1992  | 0                              | 0                                  | 0                                   | 0     | -    |
| 1996  | 0                              | 0                                  | 0                                   | 0     | -    |
| 2000  | 0                              | 0                                  | 0                                   | 0     | -    |
| 2004  | 0                              | 0                                  | 0                                   | 0     | -    |
| 2008  | 0                              | 0                                  | 0                                   | 0     | -    |
| 2012  | 0                              | 1                                  | 0                                   | 1     | 69e  |
| 2016  | 0                              | 0                                  | 0                                   | 0     | -    |
| 2020  | 0                              | 0                                  | 0                                   | 0     | -    |
| 2024  | 0                              | 1                                  | 0                                   | 1     | -    |
| Total | 0                              | 2                                  | 0                                   | 2     |      |

| Année | Médaille d'or, Jeux olympiques | Médaille d'argent, Jeux olympiques | Médaille de bronze, Jeux olympiques | Total | Rang |
| 1980  | 0                              | 0                                  | 0                                   | 0     | -    |
| 1984  | 0                              | 0                                  | 0                                   | 0     | -    |
| 1988  | 0                              | 0                                  | 0                                   | 0     | -    |
| 1992  | 0                              | 0                                  | 0                                   | 0     | -    |
| 1994  | 0                              | 0                                  | 0                                   | 0     | -    |
| 1998  | 0                              | 0                                  | 0                                   | 0     | -    |
| 2002  | 0                              | 0                                  | 0                                   | 0     | -    |
| 2006  | 0                              | 0                                  | 0                                   | 0     | -    |
| 2010  | 0                              | 0                                  | 0                                   | 0     | -    |
| 2014  | 0                              | 0                                  | 0                                   | 0     | -    |
| 2018  | 0                              | 0                                  | 0                                   | 0     | -    |
| 2022  | 0                              | 0                                  | 0                                   | 0     | -    |
| Total | 0                              | 0                                  | 0                                   | 0     |      |

### Par sport
| Place | Sport | Médaille d'or, Jeux olympiques | Médaille d'argent, Jeux olympiques | Médaille de bronze, Jeux olympiques | Total | Record                  |
| 1     | Voile | 0                              | 2                                  | 0                                   | 2     | 2012 & 2024 : 1 (0/1/0) |
| Total | Total | 0                              | 2                                  | 0                                   | 2     |                         |

## Porte-drapeau chypriote
Liste des porte-drapeau chypriote conduisant la délégation chypriote lors des cérémonies d'ouverture des Jeux olympiques d'été et d'hiver.
| Jeux             | Porte-drapeau        | Sport      |
| ---------------- | -------------------- | ---------- |
| Moscou 1980      | Kostas Papakostas    | Judo       |
| Los Angeles 1984 | Marios Kassianidis   | Athlétisme |
| Séoul 1988       | Mikhalakis Tymbios   | Tir        |
| Barcelone 1992   | Marios Khatziandreou | Athlétisme |
| Atlanta 1996     | Anninos Markoullidis | Athlétisme |
| Sydney 2000      | Antonis Andreou      | Tir        |
| Athènes 2004     | Yórgos Achilléos     | Tir        |
| Pékin 2008       | Yórgos Achilléos     | Tir        |
| Londres 2012     | Márcos Baghdatís     | Tennis     |

| Jeux                | Porte-drapeau                 | Sport     |
| ------------------- | ----------------------------- | --------- |
| Lake Placid 1980    | Andreas Pilavakis             | Ski alpin |
| Sarajevo 1984       | -                             | -         |
| Calgary 1988        | Karolina Fotiadou             | Ski alpin |
| Albertville 1992    | Sokratis Aristodimou          | Ski alpin |
| Lillehammer 1994    | Karolina Fotiadou             | Ski alpin |
| Nagano 1998         | Andreas Vasili                | Ski alpin |
| Salt Lake City 2002 | Theódoros Christodoúlou       | Ski alpin |
| Turin 2006          | Theódoros Christodoúlou       | Ski alpin |
| Vancouver 2010      | Christopher Papamichalopoulos | Ski alpin |